# Joran Vliegen
Joran Vliegen (ur. 7 lipca 1993 w Maaseik) – belgijski tenisista, reprezentant kraju w Pucharze Davisa, olimpijczyk z Tokio (2020) i Paryża (2024).

## Kariera tenisowa
Zawodowym tenisistą Vliegen został w 2014.
W cyklu ATP Tour zwyciężył w siedmiu deblowych turniejach z dziesięciu rozegranych finałów.
W 2023 roku awansował do meczu mistrzowskiego zawodów deblowych podczas French Open. Razem z partnerującym mu Sandrem Gillé przegrali w nim z deblem Ivan Dodig–Austin Krajicek 3:6, 1:6.
W czerwcu 2022 osiągnął finał w mikście podczas French Open, partnerując Ulrikke Eikeri, z którą w finale przegrali z parą Ena Shibahara–Wesley Koolhof 6:7(5), 2:6. W 2023 roku razem z Xu Yifan awansowali do spotkania finałowego w ramach rozgrywek mikstowych podczas Wimbledonu, lecz przegrali w nim 4:6, 7:6(9), 3:6 z Ludmyłą Kiczenok i Mate Paviciem.
Od roku 2018 reprezentuje Belgię w Pucharze Davisa.
Razem z Sandrem Gillé startował na igrzyskach olimpijskich w Tokio (2020) i Paryżu (2024). W Tokio Belgowie odpadli w pierwszej rundzie, natomiast w Paryżu w drugiej rundzie.
W rankingu gry pojedynczej najwyżej był na 508. miejscu (1 sierpnia 2016), a w klasyfikacji gry podwójnej na 17. pozycji (7 sierpnia 2023).

### Finały w turniejach ATP Tour
| Legenda                                      |
| -------------------------------------------- |
| Wielki Szlem                                 |
| Igrzyska olimpijskie                         |
| Tennis Masters Cup / ATP Finals              |
| ATP Masters Series / ATP Tour Masters 1000   |
| ATP International Series Gold / ATP Tour 500 |
| ATP International Series / ATP Tour 250      |

#### Gra podwójna (8–5)
| Końcowy wynik | Nr | Data             | Turniej            | Nawierzchnia  | Partner      | Przeciwnicy                         | Wynik finału      |
| ------------- | -- | ---------------- | ------------------ | ------------- | ------------ | ----------------------------------- | ----------------- |
| Zwycięzca     | 1. | 21 lipca 2019    | Båstad             | Ceglana       | Sander Gillé | Federico Delbonis Horacio Zeballos  | 6:7(5), 7:5, 10–5 |
| Zwycięzca     | 2. | 28 lipca 2019    | Gstaad             | Ceglana       | Sander Gillé | Philipp Oswald Filip Polášek        | 6:4, 6:3          |
| Finalista     | 1. | 4 sierpnia 2019  | Kitzbühel          | Ceglana       | Sander Gillé | Philipp Oswald Filip Polášek        | 4:6, 4:6          |
| Zwycięzca     | 3. | 29 września 2019 | Zhuhai             | Twarda        | Sander Gillé | Marcelo Demoliner Matwé Middelkoop  | 7:6(2), 7:6(4)    |
| Zwycięzca     | 4. | 1 listopada 2020 | Nur-Sułtan         | Twarda (hala) | Sander Gillé | Max Purcell Luke Saville            | 7:5, 6:3          |
| Zwycięzca     | 5. | 28 lutego 2021   | Singapur           | Twarda (hala) | Sander Gillé | Matthew Ebden John-Patrick Smith    | 6:2, 6:3          |
| Finalista     | 2. | 2 maja 2021      | Monachium          | Ceglana       | Sander Gillé | Wesley Koolhof Kevin Krawietz       | 6:4, 4:6, 5–10    |
| Zwycięzca     | 6. | 7 stycznia 2023  | Pune               | Twarda        | Sander Gillé | Sriram Balaji Jeevan Nedunchezhiyan | 6:4, 6:4          |
| Zwycięzca     | 7. | 9 kwietnia 2023  | Estoril            | Ceglana       | Sander Gillé | Nikola Ćaćić Miomir Kecmanović      | 6:3, 6:4          |
| Finalista     | 3. | 10 czerwca 2023  | French Open, Paryż | Ceglana       | Sander Gillé | Ivan Dodig Austin Krajicek          | 3:6, 1:6          |
| Finalista     | 4. | 30 lipca 2023    | Hamburg            | Ceglana       | Sander Gillé | Kevin Krawietz Tim Pütz             | 6:7(4), 3:6       |
| Finalista     | 5. | 7 stycznia 2023  | Hongkong           | Twarda        | Sander Gillé | Marcelo Arévalo Mate Pavić          | 6:7(3), 4:6       |
| Zwycięzca     | 8. | 14 kwietnia 2024 | Monte Carlo        | Ceglana       | Sander Gillé | Marcelo Melo Alexander Zverev       | 5:7, 6:3, 10–5    |

#### Gra mieszana (0–2)
| Końcowy wynik | Nr | Data           | Turniej            | Nawierzchnia | Partnerka      | Przeciwnicy                  | Wynik finału     |
| ------------- | -- | -------------- | ------------------ | ------------ | -------------- | ---------------------------- | ---------------- |
| Finalista     | 1. | 2 czerwca 2022 | French Open, Paryż | Ceglana      | Ulrikke Eikeri | Ena Shibahara Wesley Koolhof | 6:7(5), 2:6      |
| Finalista     | 2. | 13 lipca 2023  | Wimbledon, Londyn  | Trawiasta    | Xu Yifan       | Ludmyła Kiczenok Mate Pavić  | 4:6, 7:6(9), 3:6 |